# X诗社
X诗社，也被称为X集团、X小组，是指1963年，几位北京的热爱文学的青年（包括一些高干子弟）组织的一个文学社团，互相交流作品、感想，X表示很多含义，包括未知数、十字架、十字街头，乃至“探索哲学领域中诸多难题”。但这个文学社团，后被当时的中国共产党政府，当作反革命集团来处理，甚至周恩来都亲自过问此事。

## 成员
- 张鹤慈：1943年8月27日出生。哲学家张东荪之孙、北大生物学教授张宗炳之子；
- 孙经武：父亲是总后勤部副部长、少将军衔的长征干部；
- 郭世英：郭沫若之子，北大哲学系学生；
- 周国平：北大哲学系学生；
- 曹天予：北大哲学系学生；
- 叶蓉青、金蝶、牟敦白。

## 过程
1963年2月，郭世英与张鹤慈、孙经武等人结成X诗社，这个社团不成立有形组织、不出版有形刊物、不制定成文纲领、订立保密规则。
1963年5月上旬，有人向有关部门告发了X诗社离经叛道的情况，公安人员很快立案，随后X诗社成员被迫交代自己的“反动”思想。

## 结果
- 张鹤慈：被判劳动教养二年。
- 孙经武：被判劳动教养二年。
- 郭世英：受到宽大处理，到河南一家农场劳动一年，期满后，在他自己要求下，又延长了一年。但1968年4月，被北京农业大学的红卫兵抓去，刑讯逼供，追究“谁包庇了反动学生郭世英”，4月22日，倍受折磨的郭世英从四楼坠下而死。
- 金蝶：事先已经移居香港。